# Pedro J. Montero
Pedro J. Montero, auch General Pedro Montero, ist eine Ortschaft und eine Parroquia rural („ländliches Kirchspiel“) im Kanton San Jacinto de Yaguachi in der ecuadorianischen Provinz Guayas. Die Parroquia besitzt eine Fläche von 76,15 km². Die Einwohnerzahl lag im Jahr 2010 bei 8195.

## Lage
Die Parroquia Pedro J. Montero liegt im Küstentiefland östlich der Großstadt Guayaquil. Der Río Taura durchquert das Gebiet in westlicher Richtung. Im Nordosten wird das Areal vom Río Chimbo (auch Río Yaguachi) begrenzt. Der etwa 20 m hoch gelegene Hauptort befindet sich 19 km südsüdöstlich vom Kantonshauptort Yaguachi Nuevo sowie 13,5 km südsüdwestlich der Stadt Milagro. Nordwestlich von Pedro J. Montero kreuzen sich die Fernstraßen E25 (Milagro–Naranjal) und E40 (Durán–El Triunfo).
Die Parroquia Pedro J. Montero grenzt im Westen an die Parroquia Virgen de Fátima, im Norden an die Parroquia Yaguachi Viejo, an das Municipio von Milagro und an die Parroquia Roberto Astudillo (Kanton Milagro), im Osten an den Kanton Coronel Marcelino Maridueña, im Süden an den Kanton El Triunfo sowie im Südwesten an die Parroquia Taura (Kanton Naranjal).

## Orte und Siedlungen
In der Parroquia gibt es neben dem Hauptort 32 Siedlungen.

## Geschichte
Ursprünglich gab es das Recinto Boliche. Am 11. Juli 1892 wurde dieses zu einer Parroquia mit dem Namen „San Andrés“ erhoben. Am 15. Juli 1939 erhielt die Parroquia ihren heutigen Namen. Namensgeber war General Pedro J. Montero (* 1862; † 1912), ab Dezember 1911 Oberbefehlshaber einer Gegenregierung in Guayaquil.